# یاشنگتسا (استان لهستان کوچک‌تر)
یاشنگتسا (به لاتین: Jasienica) یک روستا در لهستان است که در گمینا مشلنگتسه واقع شده‌است. یاشنگتسا ۱٬۵۰۰ نفر جمعیت دارد.